# Bon salvatge
El bon salvatge, noble salvatge, o mite del bon salvatge és un lloc comú o tòpic en la literatura i el pensament europeu de l'edat moderna, que neix amb el contacte amb les poblacions indígenes d’Amèrica.

## El descobriment de l'altre
Des del famós text de Cristòfor Colom que diu haver arribat al paradís terrenal, la imaginació es va desbordar per a atribuir tota mena de bondats ingènues als indígenes (els naturals, com se'ls anomenava en els documents espanyols de l'època). A això, també va contribuir en gran manera Bartolomé de las Casas amb la seva Brevíssima relació de la destrucció de les Índies. El paper de part del clergat, de teòlegs com els de l'escola de Salamanca i dels mateixos reis, pot veure's en la convocatòria de la junta de Burgos i la junta de Valladolid, que discutien sobre la naturalesa i la justificació de la conquesta i l'explotació econòmica d'Amèrica (polèmica dels justs títols o de la guerra als naturals) i el corpus legislatiu de les lleis d'Índies. La llegenda negra va amplificar per tot Europa la visió en positiu d'éssers humans en estat de naturalesa mortificats pels abjectes espanyols, que resumirien tots els vicis i degeneració de l'ésser humà civilitzat.

## Extensió del mite
Les utopies del segle xvi (Erasme de Rotterdam, Elogi de la follia; Thomas More, Utopia) i obres com la de Baltasar Gracián (El criticón) en el segle xvii, duen a la definitiva discussió de l'ésser humà com a dolent per naturalesa (Leviathan de Hobbes) o bo per naturalesa, com va pretendre la Il·lustració (John Locke i sobretot Jean-Jacques Rousseau), que torna a descobrir exemples de bons salvatges en les illes del Pacífic (tropicals i paradisíaques com les Antilles, amb indígenes nus de fàcil tracte i naturalesa pròdiga), que descriuen viatgers com James Cook i es reprodueixen en històries com la d'El motí del Bounty.
També va contribuir a l'extensió de l'ús del concepte la troballa de xiquets salvatges com Víctor d'Aveyron o Kaspar Hauser, que al seu torn van tenir tractament literari i cinematogràfic, per si mateixos o com inspiració. El tema apareix en conjunció amb l'exotisme dels pobles no europeus en El llibre de la jungla o Tarzan.

## Seglexix
El concepte de civilització es va convertir en la bandera de la idea de progrés en la qual tan còmodament se sentia la burgesia capitalista, nova classe dominant, que justifica el domini europeu, paternalista i colonial, sobre els pobles salvatges. L'antropologia i l'etnologia, naixents en el segle xix, haurien d'esforçar-se molt per transformar aquest mite en ciència, a la qual cosa van contribuir en bona part el relativisme cultural i el concepte de l'alteritat.